# Chionaema guttifera
Chionaema guttifera är en fjärilsart som beskrevs av Walker 1856. Chionaema guttifera ingår i släktet Chionaema och familjen björnspinnare. Inga underarter finns listade i Catalogue of Life.